# Stoopid Monkey

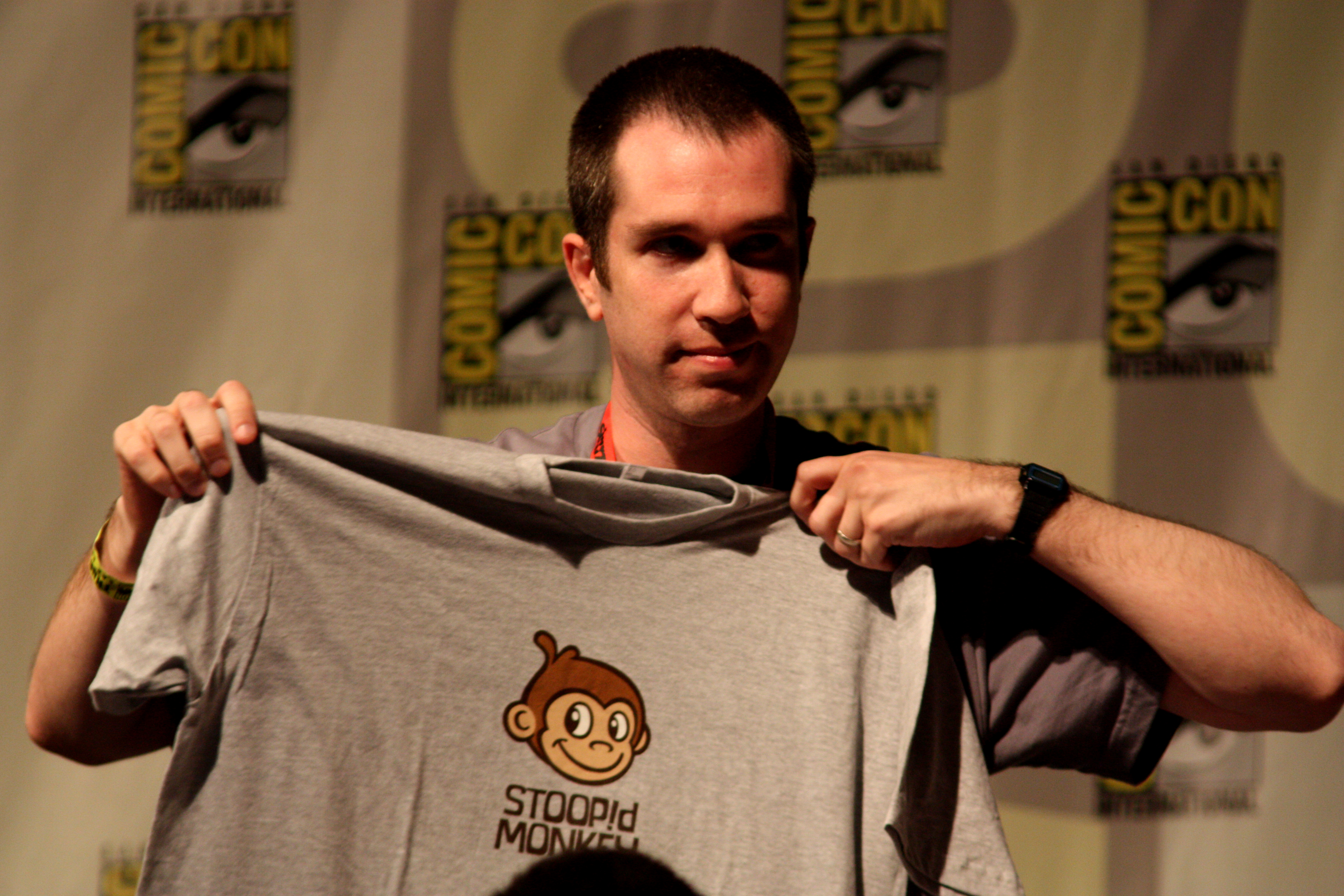
Matthew Seinrich z koszulką Stoopid Monkey.

Stoopid Monkey (zapis stylizowany: STOOP!D MONKEY) – amerykańska firma produkcyjna założona w 2005 roku przez aktora i producenta telewizyjnego Setha Greena. Najbardziej znana jest z produkcji serialu dla dorosłych Robot Chicken (w koprodukcji z ShadowMachine, Sony Pictures Digital i Williams Street) dla nocnego bloku programowego Adult Swim.

## Logo firmy
W Robot Chicken, można zobaczyć na końcu serialu logo firmy, w którym słowo STOOPID jest ironicznie zapisywane jako STOOP!D. Główny rysunek w tym logo dotyczy małpy, która wykonuje przypadkowo szkodliwe lub zagrażające jej życiu rzeczy i można usłyszeć frazę STUPID MONKEY zirytowanym głosem Setha Greena.